# Thaxteriella roraimensis
Thaxteriella roraimensis är en svampart som beskrevs av Samuels & E. Müll. 1979. Thaxteriella roraimensis ingår i släktet Thaxteriella och familjen Tubeufiaceae.   Inga underarter finns listade i Catalogue of Life.